# Nefertari (18. dynastie)
| nfr | t · D21 · Z4 | M17 |

| nfr | t · D21 · Z4 | M17 |

Nefertari byla Velkou královskou manželkou faraona Thutmose IV. z 18. dynastie.
Její původ je neznámý, je pravděpodobné, že pocházela z plebejské, nešlechtické rodiny. Na několika vyobrazeních doprovází s královnou matkou Tiou v podobě bohyně faraona. V 7. roce Thutmosovy vlády byla novou Velkou královskou manželkou faraonova sestra Jaret; to znamená, že Nefertari předtím buď zemřela, nebo byla zatlačena do pozadí, když Jaret dosáhla věku, aby se stala Thutmosovou manželkou.
Společně s manželem byla vyobrazena před bohy v Gíze na osmi stélách. Objevuje se také na stéle v Luxoru či na skarabovi z Gurobu. Není známo, zda měla s Thutmosem nějaké děti, dalším faraonem se stal Amenhotep III., syn faraonovy vedlejší manželky Mutemviy.